# Søren Hess-Olesen
Søren Hess-Olesen er en dansk junior tennisspiller for Texas Sport. Han spiller på det danske Davis Cup hold, er født og opvokset i Aarhus. I 2012 blev Søren Hess Olesen Danmarksmester udendørs.